# Trigoniidae
Die Trigoniidae, weniger gebräuchlich auch Dreiecksmuscheln, sind eine Familie der Ordnung Trigoniida innerhalb der palaeoheterodonten Muscheln. Die ersten Vertreter der Familie erscheinen bereits in der Mitteltrias. Heute kommt noch eine Gattung (Neotrigonia) mit etwa sieben Arten vor.

## Merkmale
Die Gehäuse der Trigoniidae sind meist stark ornamentiert. Dieses Ornament besteht aus Rippen oder Knoten, die in Reihen angeordnet sind. Die Klappen sind gleichförmig und verhältnismäßig dick. Der Vorderrand ist gerundet, der Hinterrand kann etwas verlängert sein. Der Wirbel steht weit nach vorne über. Das Ligament befindet sich extern. Die linke Klappe weist eine tief eingesenkten Dreieckszahn und einen vorderen und hinteren Kardinalzahlen auf. Auf der rechten Klappen sitzen zwei V-förmig angeordnete Kardinalzähne, die Querkerben zeigen. Die Schließmuskeleindrücke sind deutlich und der Mantelrand ist ganzrandig integripalliat. Der Fuß ist relativ groß und muskulös. Die Muschel kann damit „springen“; meist wird der Fuß jedoch zum Graben bzw. zur Fortbewegung im Sediment benutzt.

## Lebensweise
Die heutigen Trigonien leben eingegraben in sandige Ablagerungen in Wassertiefen bis zu 400 m. Die meisten fossilen Trigonien fand man in Sedimentgesteinen, die ursprünglich in wenigen Zehnern Wassertiefen im Meer abgelagert wurden.

## Evolution

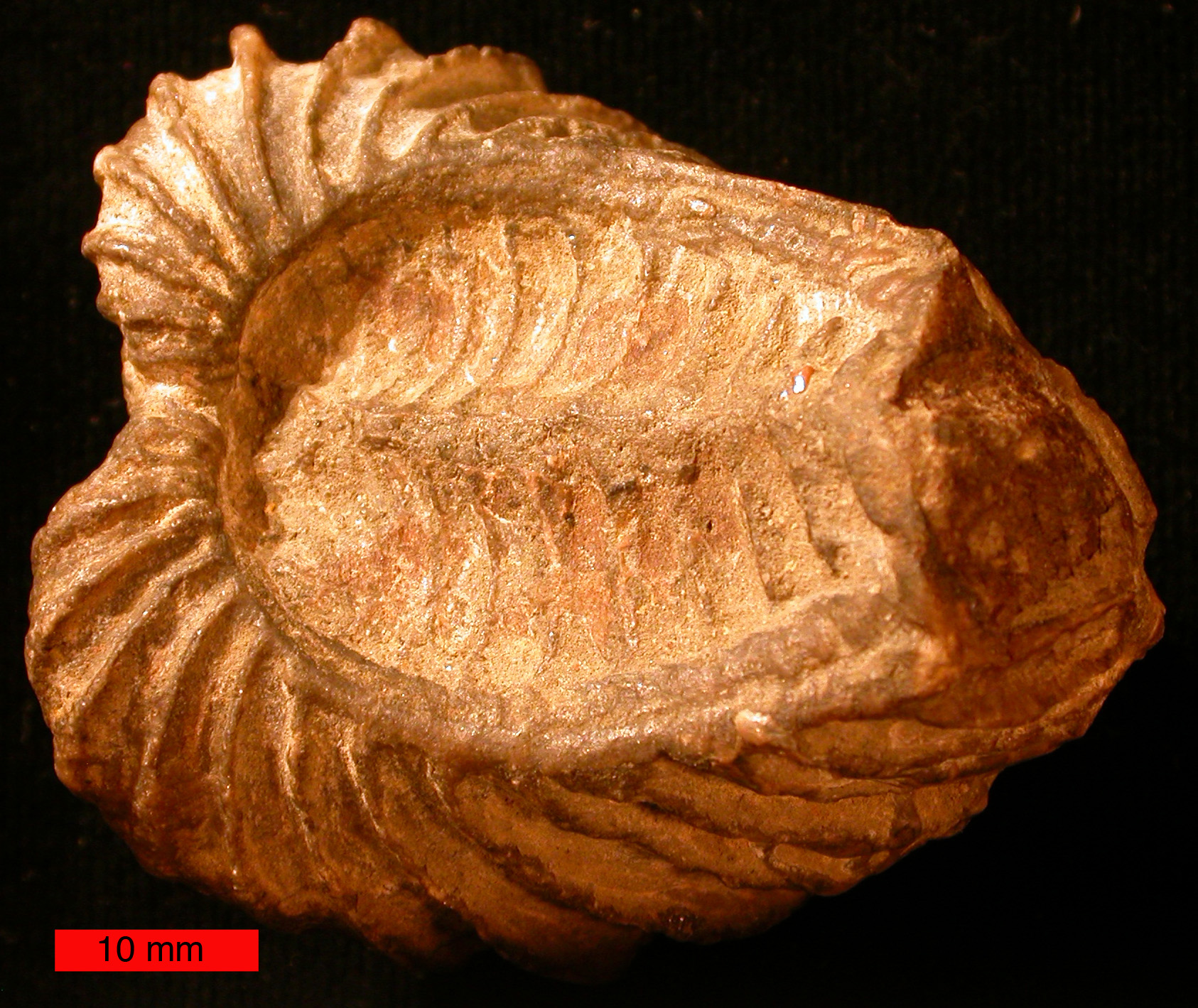
Trigonia sp.aus der unterkretazischen Glen-Rose-Formation nahe Austin (Texas)

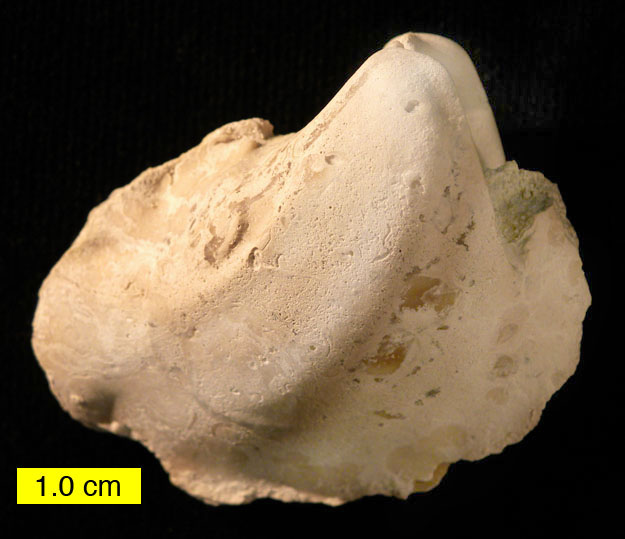
Laevitrigonia gibbosa, Portland Limestone.

Die Familie Trigoniidae stammt vermutlich von den triassischen Myophoriidae ab und durchlief im Jura eine rasche Diversifizierung, die in der Unterkreide einen Höhepunkt erreichte. In der Oberkreide ging die Zahl der Gattungen stark zurück und es kam zu einem Fastaussterben an der Kreide-Tertiär-Grenze. Aus dem Paläogen („Tertiär“) sind nur wenige Formen bekannt. Heute ist die Familie lediglich noch mit einer Gattung (Neotrigonia) vertreten, die in den Küstengewässern vor Südaustralien lebt.

## Systematik
Die Familie Trigoniidae wird von den einzelnen Wissenschaftlern sehr unterschiedlich in Unterfamilien unterteilt. Derzeit werden bis zu 20 Unterfamilien (mit bis über 100 Gattungen) unterschieden. Andere Autoren verzichten aufgrund der großen systematischen Unsicherheiten auf eine Gliederung in Unterfamilien und listen stattdessen nur die Gattungen auf. Einige der bisherigen Unterfamilien werden wiederum von einigen Autoren als selbständige Familien angesehen (z. B.(Unter-)Familie Neotrigoniidae).
Einige fossile Gattungen:
- Trigonia (Mitteltrias bis obere Kreide)
- Agonisca (Mitteltrias)
- Geratrigonia (Unterjura)
- Iotrigonia (Kreide)
- Maoritrigonia (Obertrias)
- Sphenotrigonia (Oberkreide)
- Yaadia (Kreide)